# Gornalunga
La Gornalunga est une rivière de 81 km de long située en Sicile, dans le sud de l'Italie.
Elle prend sa source au Monte Rossomanno (it) dans le massif des Monts Héréens dans la province d'Enna. Après avoir coulé dans la plaine de Catane, elle rejoint le Simeto peu de temps avant d'atteindre la côte méditerranéenne.
Pendant son parcours, elle forme le lac d'Ogliastro, constitué par une retenue qui s'étend sur les provinces d'Enna, Catane et Syracuse.

## Source
- (it) Cet article est partiellement ou en totalité issu de l’article de Wikipédia en italien intitulé « Gornalunga » (voir la liste des auteurs).